# 杉山和夫
杉山 和夫（すぎやま かずお、1951年 - ）は、日本の工学者。埼玉大学工学部助教授などを経て、八戸工業高等専門学校教授。八戸高専では相談室の相談員も務めていた。
専門は無機材料、触媒化学、プラズマ材料化学。マイクロ波低温プラズマを利用する機能性多孔材料の開発、大気圧非平衡プラズマプロセスの開発とその材料プロセスへの応用、誘導過熱を利用する炭素・金属系複合材料の開発等を研究。

## 略歴
- 1975年 - 埼玉大学工学部卒業
- 1977年 - 東京工業大学大学院理工学研究科修士課程修了
- 1977年 - 埼玉大学工学部助手
- 1987年 - 工学博士（東京工業大学）[1]
- 1993年 - 埼玉大学工学助教授
- 2007年 - 八戸工業高等専門学校 物質工学科教授